# Przemek Branas
Przemek Branas (ur. 1 września 1987 w Jarosławiu) – polski artysta wizualny, performer, autor instalacji, twórca wideo i obiektów. 
W latach 2009–2011 odbywał studia licencjackie, a następnie w latach 2011–2013 magisterskie w Pracowni Sztuki Performance na Akademii Sztuk Pięknych w Krakowie. W  2013 roku został studentem Interdyscyplinarnych Studiów Doktoranckich Uniwersytetu Artystycznego w Poznaniu.
Jest laureatem drugiej nagrody w konkursie Spojrzenia 2017. Nagroda Deutsche Bank, Zachęta Narodowa Galeria Sztuki. W 2013 roku był stypendystą Ministerstwa Kultury i Dziedzictwa Narodowego, a  w 2015 roku został laureatem nagrody Fundacji Grey House Szara Kamienica. Był rezydentem Meet Factory w Pradze (2016), Sesama w Yogyakarcie (2017) oraz Terra Foundation for American Art w Giverny (2017). 

## Wybrane wystawy indywidualne
- 2018 - Góra/Kosmos/Głowa, Galeria Labirynt, Lublin.
- 2017 - Kawał chuja, Galeria Szara Kamienica, Kraków.
- 2017 - Ten Guys in One Car, Sesama Gallery, Yogyakarta, Indonezja.
- 2016 - Praca-technika, Centrum Sztuki Współczesnej Zamek Ujazdowski, Warszawa.
- 2014 - Czkawka, Muzeum Sztuki Współczesnej w Krakowie MOCAK.